# 보한집
《보한집》(補閑集)은 고려의 문인 최자(崔滋)가 지은 문학 비평서이다.
《보한집》은 이인로의 《파한집》을 보충하면서 이규보의 문학관을 수용한 비평서다. 우선 그 이름에서부터 《파한집》의 속편임을 자처하고 나섰다. 《고려사》에는 《속파한집》으로 기록되어 있다. 《파한집》의 간행으로 자칫하면 소멸되기 쉬운 작품을 모아놓은 것은 다행이지만, 수록된 범위가 넓지 않으니 보완하라는 당시의 집권자 최이의 명을 받고 책을 짓는다고 했다. 과연 《보한집》은 《파한집》에 없는 자료를 적지 않게 수록하고, 이인로 이후 최자 시대에 이르기까지 새로 나온 시도 다수 포괄해 취급 범위를 넓혔다. 그러나 이 책은 단순 자료집이라기보다 일정한 문학관을 반영하고 있는데, 최자는 이인로와 이규보의 논쟁을 의식하면서 이규보의 노선을 자기 나름대로 발전시키고자 했다.
한편 《보한집》은 문학 원론, 문학사, 문학의 갈래, 문체론, 품격론 등 문학의 여러 문제를 다양하게 고찰하고 있다. 특히 주목할 것은 품격론이다. 최자의 우상이기도 했던 이규보는 단지 어느 한 가지에 쏠리지 않고 여러 품격을 두루 갖추는 것이 좋다는 정도에 머물렀는데, 최자는 나아가 21종의 품격을 들어 예가 되는 시를 열거하고, 등급을 나누었다. 우리 비평사에서 획기적인 일이라고 할 수 있다.
또, 《보한집》은 다른 어느 시화보다 문학론이 풍부하다. 당시 고려의 시단은 소식을 배우려는 풍조가 지배적이었고, 작시법에 있어서는 적절한 고사 사용 등 언어의 묘미를 강조한 이인로 계열과 새로운 뜻의 창출을 역설한 이규보 계열의 주장이 있었다. 상반되는 주장은 아니지만 이 책에서는 언어적 표현미를 강조한 이인로 쪽보다는 참신한 의미를 내세우는 이규보 쪽의 입장을 옹호하고 그의 이론을 더욱 확장시키고 있다.